# Not Music
Albums de Stereolab
Chemical Chords
(2008) Instant Holograms On Metal Film
(2025)
Not Music est le dixième album de Stereolab, sorti le 15 novembre 2010.
Il a été enregistré en 2007, en même temps que le précédent album du groupe, Chemical Chords, au studio Instant Zero à Bordeaux.

## Liste des titres
1. Everybody's Weird Except Me - 3:34
2. Supah Jaianto - 5:07
3. So Is Cardboard Clouds - 3:49
4. Equivalences - 2:23
5. Leleklato Sugar - 3:04
6. Silver Sands [Emperor Machine Mix] - 10:20
7. Two Finger Symphony - 3:47
8. Delugeoisie - 3:41
9. Laserblast - 3:25
10. Sun Demon - 3:18
11. Aelita - 3:49
12. Pop Molecules (molecular pop 2) - 2:03
13. Neon Beanbag [Atlas Sound Mix] - 7:57